# Stereo MC’s
Stereo MC’s — британская хип-хоп-группа, основана в Лондоне в 1985 году. Работали в жанрах электронной музыки, хауса, эйсид-джаза, трип-хопа, рэпа.
Их сингл Connected вошел в топ-20 трансатлантических хитов. После выпуска восьми альбомов для Island Records, K7, Graffiti Recordings и Pias, они сформировали лейбл Connected вместе с Terranova, для того, чтобы выпустить свой собственный материал в рамках хаус/техно/электронной среды.

## Карьера
История «Stereo MC’s» неразрывно связана с историей независимого лейбла Gee Street, который был создан в Брикстоне в 1985 году. Собственный лейбл понадобился двум музыкантам — рэперу Робу Би (Rob B.), при рождении Робу Бечу (Rob Birch), и некоему Хеду (Head), настоящее имя Ник Хэллем (Nick Hallam), который специализировался на диджействе и продюсировании. Они уже пробовали оформлять в студийных условиях свои творческие наработки и надеялись, что с появлением лейбла им будет проще издавать и распространять свои записи. Хозяева Gee Street обсудили условия сотрудничества с компанией 4th & Broadway, находящейся в Нью-Йорке, так что проект двух брикстонцев получил выход и на британский, и на американский рынок.
На восемь лет, с 1992 по 2000 годы, команда как будто перестала существовать. После затянувшейся паузы последовало уверенное возвращение в строй.

## Дискография
- 33-45-78 (1989)
- Supernatural (1990)
- Connected (1992)
- Deep Down & Dirty (2001)
- Paradise (2005)
- Double Bubble (2008)
- Emperor’s Nightingale (2011)